# Communauté de communes de Châtillon-Montrouge
La communauté de communes de Châtillon-Montrouge est une ancienne  communauté de communes française, située dans le département 
des Hauts-de-Seine.
Elle est dissoute depuis le 31 décembre 2015, compte tenu de la création de l'Établissement public territorial Vallée Sud Grand Paris le 1er janvier 2016, dans le cadre de la mise en place de la métropole du Grand Paris .

## Historique
La création de la communauté a été contestée en 2005 par Martine Gouriet, conseillère générale, qui estimait que cette communauté était une « coquille vide », Châtillon et Montrouge n'ayant en commun que le pont du métro et ne partageant pas de projets structurants
Toutefois, les arguments développés par la requérante et repris par le commissaire du gouvernement dans cette affaire n'ont pas trouvé écho auprès des juges de la première chambre du Tribunal administratif de Versailles qui a débouté madame Gouriet sur l'ensemble des griefs présentés.
Dans le cadre de la mise en place de la métropole du Grand Paris, la loi portant nouvelle organisation territoriale de la République du 7 août 2015 (Loi NOTRe) prévoit la création d'établissements publics territoriaux (EPT), qui regroupent l'ensemble des communes de la métropole à l'exception de Paris, et assurent des fonctions de proximité en matière de politique de la ville, d'équipements culturels, socioculturels, socio-éducatifs et sportifs, d'eau et assainissement, de gestion des déchets ménagers et d'action sociale. 
L'EPT Vallée Sud Grand Paris créé par un décret du 11 décembre 2015 et regroupe les communes des trois intercommunalités supprimées :

- Communauté de communes de Châtillon-Montrouge (2 communes : Montrouge, Châtillon) ;

- Communauté d'agglomération des Hauts-de-Bièvre (5 communes alto-séquanaises : Châtenay-Malabry, Antony, Bourg-la-Reine, Le Plessis-Robinson, Sceaux ; les deux communes essonniennes de Verrières-le-Buisson et Wissous ne font pas partie de l'EPT Vallée Sud Grand Paris) ;

- Communauté d'agglomération Sud de Seine (4 communes : Fontenay-aux-Roses, Bagneux, Clamart, Malakoff).
Pendant une période transitoire ne pouvant excéder deux ans, l'EPT exerce les compétences des anciennes intercommunalités au bénéfice de leurs communes membres. Il devra dans ce délai définir les compétences qu'il conservera, et restituera aux communes les autres compétences.

## Territoire communautaire

### Géographie
La communauté se trouve en banlieue sud de Paris, qu'elle jouxte par le sud, et est pratiquement enclavée dans la communauté d’agglomération Sud de Seine.

### Communes membres
| Nom               | Code Insee | Gentilé       | Superficie (km2) | Population (dernière pop. légale) | Densité (hab./km2) |
| ----------------- | ---------- | ------------- | ---------------- | --------------------------------- | ------------------ |
| Montrouge (siège) | 92049      | Montrougiens  | 2,07             | 49 255 (2015)                     | 23 795             |
| Châtillon         | 92020      | Châtillonnais | 2,92             | 37 089 (2014)                     | 12 702             |

### Collectivités voisines
- Paris
- La communauté d'agglomération Sud de Seine avec Bagneux, Fontenay-aux-Roses, Clamart et Malakoff
- La Communauté d'agglomération de Val de Bièvre avec Arcueil et Gentilly.

## Organisation

### Siège
L'intercommunalité avait son siège en mairie de Montrouge.

### Élus
L'intercommunalité était administrée par un conseil communautaire constitué de représentants élus de chacune des communes membres, à raison de 6 représentants par commune.

### Liste des présidents
| Période | Période          | Identité              | Étiquette      | Qualité |
| ------- | ---------------- | --------------------- | -------------- | --- |
| 2004    | 2008             | Jean-Pierre Schosteck | UMP            | Sénateur des Hauts-de-Seine (1993 → 2004) Député des Hauts de Seine (2008 → 2012) Maire de Châtillon (1983 → ) |
| 2008    | 2011             | Jean-Loup Metton      | Nouveau Centre | Maire de Montrouge (1994 → )                                                                                   |
| 2011    | 2014             | Jean-Pol Hindré       | UMP            | Premier maire-adjoint de Châtillon                                                                             |
| 2014    | 31 décembre 2015 | Jean-Loup Metton      | Nouveau Centre | Maire de Montrouge (1994 → )                                                                                   |

### Compétences
L'intecommunalité exerçait les compétences transférées par les communes, dans les conditions fixées par le code général des collectivités territoriales. Il s'agissait de :
- Aménagement de l’espace :
  - Schéma de cohérence territoriale (SCOT) ;
    - Adhésion au Schéma Directeur de la Région Parisienne (SDRIF) ;

  - Création et réalisation de zones d’aménagement concerté d’intérêt communautaire ;
- Actions de développement économique :
  - Participation à la mission locale en lieu et place des communes ;
  - Aide aux demandeurs d’emplois et aux entreprises dans le cadre d’un service communautaire de l’économie et de l’emploi ;
  - Relations avec les partenaires économiques locaux et nationaux ;
  - Aide au développement économique dans les conditions prévues par la loi ;
- Protection et mise en valeur de l’environnement :
  - Traitement des déchets des ménages et déchets assimilés;
  - Concernée par un périmètre d'une installation nucléaire, la communauté de communes est membre de la Commission locale d'information auprès du CEA de Fontenay-aux-Roses.
- Construction, entretien et fonctionnement d’équipements :
  - Aménagement, entretien et fonctionnement de la salle d’armes sise rue à Châtillon ;
  - Gestion, entretien, fonctionnement et développement des deux conservatoires situés respectivement sur les territoires des villes de Châtillon et de Montrouge.
- Transports :
  - Gestion des navettes de bus sur les territoires montrougien et châtillonais ;
  - Relations avec le STIF, la RATP et autres partenaires dans le domaine des transports ;
- Fourrière
- Eau
- Services funéraires[6]

### Organismes de regroupement
La communauté était adhérente au Syndicat d'ordures ménagères SYELOM, au Syndicat des eaux d'Île-de-France (SEDIF) et au Syndicat des communes de la région parisienne pour le service funéraire (SIFUREP).

### Régime fiscal et budget
La communauté percevait d'une fiscalité additionnelle aux impôts locaux perçus par les communes, sans FPZ (fiscalité professionnelle de zone) et sans FPE (fiscalité professionnelle sur les éoliennes).

## Sources, notes et références
1. ↑  
« Feu vert du Parlement aux métropoles, dont celle du Grand Paris », sur le site du quotidien Le Parisien, 19 décembre 2013 (consulté le 22 décembre 2013).
2. ↑  « Le commissaire du gouvernement demande au tribunal d'annuler la communauté de communes 'Châtillon-Montrouge' », sur le blog de Martine Gouriet, 16 mars 2007 (consulté le 9 juin 2008).
3. ↑  Décret n° 2015-1655 du 11 décembre 2015 relatif à la métropole du Grand Paris et fixant le périmètre de l'établissement public territorial dont le siège est à Antony sur Légifrance.
4. 1 2  « Communauté de Communes de Châtillon - Montrouge », Liste des intercommunalités de France, sur comersis.fr (consulté le 22 février 2016).
5. ↑  « Compte-rendu du conseil communautaire du 15 avril 2014 » [PDF], sur psmontrouge.net (consulté le 22 février 2016).
6. ↑  Source : Arrêté préfectoral DRCT 1N°2004-58 du 24 décembre 2004 créant la communauté
7. ↑  « Compte rendu du Conseil communautaire du 2 février 2005 », sur psmontrouge.free.fr (consulté le 9 juin 2008).

## Pour approfondir